# Ödenhaid
Ödenhaid ist ein Gemeindeteil des Marktes Breitenbrunn im Landkreis Neumarkt in der Oberpfalz in Bayern.

## Geographie
Der Weiler liegt 5 km südöstlich des Gemeindesitzes im Oberpfälzer Jura auf der Jurahochfläche östlich des Tales der Breitenbrunner Laber.
Von der Staatsstraße 2394 zweigen zwei Gemeindeverbindungsstraßen nach Ödenhaid ab.

## Geschichte
Im Forst Spannholz, südöstlich von Ödenhaid auf ca. 505 m ü. NHN, ist eine Keltenschanze nachgewiesen.
Oedenhaid erscheint 1489 als Ortsname im Sinne von „zur öden Heide“. Im Königreich Bayern (ab 1806) wurde die Gemeinde Erggertshofen im oberpfälzischen Land-/Amtsgericht Hemau gebildet, zu der auch Ödenhaid gehörte.
Mit der Gebietsreform in Bayern wurde die im Landkreis Parsberg des Bezirksamtes Beilngries gelegene Gemeinde Erggertshofen aufgelöst und die Gemeindeteile zum 1. Januar 1972 in den Markt Breitenbrunn und damit in den Landkreis Neumarkt eingegliedert. 

### Einwohnerentwicklung
- 1836: 32 Einwohner (2 Häuser)[2]
- 1861: 25 Einwohner (19 Gebäude)[3]
- 1871: 33 Einwohner (16 Gebäude) bei einem Großviehbestand von 2 Pferden und 40 Stück Rindvieh[4]
- 1900: 29 Einwohner in fünf Wohngebäuden[5]
- 1925: 28 Einwohner in vier Wohngebäuden[6]
- 1950: 55 Einwohner in fünf Wohngebäuden[7]
- 1987: 28 Einwohner in fünf Wohngebäuden[8]

## Kirchliche Verhältnisse
Ödenhaid gehört zur Filiale Erggertshofen der katholischen Pfarrei Eutenhofen im Bistum Eichstätt. Hier wohnten 1937 22 Katholiken und 7 Protestanten.

## Baudenkmäler
Das Bauernhaus Ödenhaid Nr. 2 von ca. 1870 und das Wohnstallhaus Ödenheid Nr. 3 aus der 2. Hälfte des 19. Jahrhunderts, beide zweigeschossige Flachsatteldachbauten, sind in die amtliche Denkmalliste eingetragen.